# МиГ-АТ
Микојан МиГ-АТ је руски млазни школско-борбени авион. Развила га је руска компанија Микојан.

## Развој и дизајн
Компаније Микојан и Јаковљев су почетком деведесетих година двадесетог века од руске војске добиле задатак да развију школско-борбени авион за замену постојећих школско-борбених авиона. Микојан је финализовао дизајн 1994. године, а прототип је завршен маја 1995. године. Први прототип је објавио свој први пробни лет 21. марта 1996. године. Први пробни лет трајао је 45 минута. Авион је досегао висину од хиљаду и двеста метара и постигао брзину од 400 km/h. Други прототип је обавио свој први пробни лет октобра 1997. године. Микојан МиГ-АТ је двомоторни нискокрилац са тандем седиштима. Прототипови су погоњени са два млазна мотора француске производње 04-Р-20, укупног потиска 28,8 kN. Средином марта 2002. године донета је одлука о избору авиона Јаковљев Јак-130 за будући руски школско-борбени авион. Компанија Микојан се безуспешно жалила на ту одлуку. Даљи развој авиона Микојан МиГ-АТ је обустављен.

## Галерија
- Микојан МиГ-АТ